# Eleição para o Senado federal por Ohio em 2012
A eleição para o Senado dos Estados Unidos pelo estado norte-americano de Ohio em 2012 foi realizada em 6 de novembro de 2012, juntamente com a eleição presidencial, e eleições para o Senado dos Estados Unidos em outros estados, como as eleições para na Câmara dos Deputados e as eleições locais. O senador Sherrod Brown concorreu a reeleição para um segundo mandato. Ele estava sem oposição nas primárias democratas e enfrentou na eleição geral Josh Mandel, que ganhou a primária republicana com 63% dos votos. Brown foi reeleito com pouco mais de 50% dos votos.

## Primária republicana

### Candidatos
- Donna Glisman, empresária aposentada.[4]
- Eric LaMont Gregory, médico.
- Michael Pryce, cirurgião.[5]
- Josh Mandel, senador estadual.

#### Desistentes
- Kevin Coughlin, ex-senador estadual.[6][7]

#### Desistências
- Ken Blackwell, ex-secretário de estado.[8]
- Drew Carey, comediante.[9]
- Mike DeWine, ex-senador.[10]
- Jon A. Husted, secretário de estado.[11]
- Jim Jordan, representante.[12][13]

### Pesquisas
| Fonte da pesquisa                                                | Data                       | David Dodt | Donna Glisman | Eric Gregory | Josh Mandel | Michael Pryce | Outros/Indecididos |
| ---------------------------------------------------------------- | -------------------------- | ---------- | ------------- | ------------ | ----------- | ------------- | ------------------ |
| American Public Polling Margem de erro: ±3% Entrevistados: 1.600 | 20-27 de fevereiro de 2012 | 1%         | 23%           | 3%           | 17%         | 6%            | 50%                |
| American Public Polling Margem de erro: ±3% Entrevistados: 1.600 | 13 de fevereiro de 2012    | 1%         | 21%           | 5%           | 12%         | 6%            | 55%                |
| American Public Polling Margem de erro: ±3% Entrevistados: 1.600 | 6 de fevereiro de 2012     | 0%         | 18%           | 6%           | 9%          | 1%            | 66%                |
| American Public Polling Margem de erro: ±3% Entrevistados: 1.600 | 23 de janeiro de 2012      | >1%        | 19%           | 3%           | 11%         | 2%            | 64%                |

### Resultados
|  | Republicano | Josh Mandel   | 580.525 | 63,00% |
|  | Republicano | Michael Pryce | 130.370 | 14,15% |
|  | Republicano | Donna Glisman | 114.183 | 12,39% |
|  | Republicano | David Dodt    | 47.278  | 5,13%  |
|  | Republicano | Rick Hoover   | 10.241  | 5,2%   |
|  | Republicano | Eric Gregory  | 47.123  | 5,11%  |
|  | Republicano | Russell Bliss | 1.927   | 0,21%  |

## Eleição geral

### Candidatos
- Sherrod Brown (D), atual senador.
- Josh Mandel (R), tesoureiro estadual.

### Campanha
Em 2006, o representante Sherrod Brown derrotou o senador Mike DeWine com 56% a 44%. Nos últimos seis anos, ele estabeleceu um recorde muito liberal, progressista e populista. O National Journal elegeu Brown o senador mais liberal dos Estados Unidos durante os últimos dois anos O Washington Post chamou Brown de "moderno." Um deles disse: "Brown é o caminho para a esquerda, de Ohio, em geral, mas provavelmente a única pessoa que poderia ser mais liberal que Brown é Portman." Brown é o único candidato que a 60 Plus Association tem como alvo no ciclo eleitoral de 2012.
Mandel tem 34 anos e foi eleito tesoureiro estadual em 2010. Antes disso, ele foi vereador e representante estadual. Ele tem sido criticado por seu trabalho atual como Tesoureiro Ohio por não cumprir sua promessa de servir a um mandato de quatro anos e por não frequentar qualquer reunião do Board of Deposit. Ele tem sido chamado de uma estrela em ascensão no Partido Republicano e foi chamado de "estrela rock do partido." Ele também foi chamado de "o próximo Marco Rubio".

### Fundos
| Candidato (Partido)                | Receitas  | Desembolsos | Dinheiro na mão | Dívida |
| ---------------------------------- | --------- | ----------- | --------------- | ------ |
| Sherrod Brown (D)                  | 6,508,411 | 2,771,120   | 5,257,501       | ?      |
| Josh Mandel (R)                    | 5,814,498 | 1,483,309   | 4,331,189       | ?      |
| Fonte: Federal Election Commission |           |             |                 |        |

### Resultados
|  | Democrata   | Sherrod Brown | 2.635.539 | 50,3% |
|  | Republicano | Josh Mandel   | 2.364.896 | 45,1% |
|  | Total:      | Total:        | 5.240.284 | 100%  |